# Avelin
Avelin település Franciaországban, Nord megyében. Lakosainak száma 2575 fő (2022. január 1.). Avelin Vendeville, Seclin, Templemars, Tourmignies, Attiches, Ennevelin, Fretin, Mérignies és Pont-à-Marcq községekkel határos.

## Népesség
A település népességének változása:
| Lakosok száma | 2628 | 2704 | 2738 | 2690 | 2666 | 2641 | 2616 | 2600 | 2575 |
|               | 2013 | 2015 | 2016 | 2017 | 2018 | 2019 | 2020 | 2021 | 2022 |